# MAKO
MAKO DC é uma banda de rock alternativo irlandês/francês formada por Declan O'Shea e Christian Montagne em Midleton. Lançaram seu álbum de estreia, Living On Air, em 20 de abril de 2010, que ganhou reconhecimento da National Academy of Recording Arts & Sciences (Academia Nacional de Artes e Ciências) que colocaram MAKO DC na cédula oficial para o Grammy Awards 2011 em quatro categorias separadas para seu primeiro álbum. Foi lançado em 10 de fevereiro de 2015 o single Set World Alight. O single é retirado do  segundo álbum de estúdio "Timeless" que foi lançado no inicio de 2019.

## História

### 2007-2014: Início da Banda, Living On Air e Pleimo Tour
Declan O'Shea e Christian Montagne são as mentes por trás do grupo de rock irlandês/francês MAKO DC. Antes de fundarem a banda MAKO DC os dois eram membros da aclamada e amada banda, a banda Cyclefly. Em Cyclefly eles excursionaram Irlanda, Reino Unido, Europa e E.U.A extensivamente dividindo o palco com bandas como Bush, Live, Iggy pop, Linkin Park etc.. Após o fim da banda Cyclefly eles se reagruparam e formam a banda MAKO DC. O novo grupo rapidamente chamou a atenção de fãs e críticos, até mesmo ganhando o reconhecimento da Academia Nacional de Artes e Ciências que colocaram Mako DC na cédula oficial para os Grammy Awards 2011 em quatro categorias separadas para seu primeiro álbum "Living On Air ", categorias essas que são "Best Rock Performance By A Duo or Group with Vocals", "Best Rock Song", "Best Rock Album" e "Best Short Form Music Video". MAKO DC mantém o som alt-rock nervoso que reuniu tantos fãs por Cyclefly, mas tem uma maturidade mellow refletindo o crescimento do par como compositores e como músicos. tipo de desenvolvimento e maturidade que só vem com a experiência, talento cru e trabalho duro. Em 2011 a banda veio para o Brasil para tocar no Brasil Celtic Festestival 2011 ao lado de artistas como Sean Garvey & Joe Thoma, Água Negra, Armandinho Macedo, Bipolar Empire, Magary Lord, Medulla, etc. No ano seguinte eles retornaram ao Brasil para tocarem na Pleimo Tour 2012 ao lado da banda Medulla que logo em seguida a banda MAKO DC gravou um videoclipe chamado "Lost in Translation" com participação de Raony de Andrade, um dos vocalistas da banda Medulla. Nesse mesmo ano a banda MAKO DC fez participação na música de JEANYVE chamada "Ne m'appel pas".

### 2015-presente: Set World Alight, Life on Stereo e Timeless
Em 10 de fevereiro de 2015 é lançado o single "Set World Alight' junto com seu videoclipe que utilizaram algumas imagens de grafitis e artes de rua que foram gravados enquanto eles faziam turnê no Brasil. O videoclipe foi reconhecido pela National Academy of Recording Arts & Sciences que colocaram MAKO DC na cédula oficial para o Grammy Awards 2016 como "Song of the Year" "Record of the Year" "Best Rock Song" e "Best Music Video". Foi anunciado que o próximo álbum se chamaria "The Runner" e que seria lançado no mesmo ano porém não se houve mais novas noticias por 3 anos. Em 2018 a banda lança seu novo single "Life on Stereo" e anuncia que finalmente no próximo ano seu novo álbum seria lançado. Em 20 de Janeiro de 2019 a banda lança o seu novo álbum, agora se chamando "Timeless".

## Integrantes
Membros atuais
- Declan O'Shea — vocal (2007-presente)
- Christian Montagne — guitarra e baixo (2007-presente)

## Discografia

### Álbuns
| Álbum         | Detalhes                                                                                                 |
| ------------- | --- |
| Living On Air | - Lançamento: 20 de abril de 2010 - Gravadora: Drive Records - Formatos: Digital download e mídia física |
| Timeless      | - Lançamento: 20 de janeiro de 2019 - Gravadora: - Formatos: Digital download e mídia física             |

### Singles
| Canção                                           | Lançamento | Álbum         |
| ------------------------------------------------ | ---------- | ------------- |
| "Grace"                                          | 2007       | Living On Air |
| "Unstoppable"                                    | 2009       | Living On Air |
| "Miss Alison"                                    | 2010       | Living On Air |
| "Feel The Music"                                 | 2010       | Living On Air |
| "Monkey On My Back"                              | 2012       | Living On Air |
| "Lost In Translation (feat. Raony from Medulla)" | 2012       | Living On Air |